# بالتیمور ۵۸۷۰
سیارک ۵۸۷۰ (به انگلیسی: 5870 Baltimore، نامگذاری:1989CC1) پنج هزار و هشتصد و هفتادمین سیارک کشف شده‌است که در ۱۱ فوریه ۱۹۸۹ کشف شد.
قدر مطلق سیارک برابر ۱۲٫۹۰ است.